# Nationale Bank van Polen
De Nationale Bank van Polen (Pools: Narodowy Bank Polski (NBP)) is de centrale bank van Polen.
Deze bank is in 1945 opgericht en behoort tot het Europees Stelsel van Centrale Banken, maar ligt buiten de Eurozone. President van de NBP is sinds 2016 Adam Glapiński.